# Amicus Plato, sed magis amica veritas
Amicus Plato, sed magis amica veritas (Platone mi è amico, ma più amica mi è la verità) è una locuzione latina.
Nel Libro X della Repubblica, Platone in merito alla condanna dell'arte imitativa, riferendosi ad Omero e alla poesia, afferma: «Eppur un certo affetto e rispetto che ho sin da bambino per Omero mi trattiene dal parlarne. Perché lui è stato, mi sembra, il primo maestro e la guida di tutti questi eccellenti tragici, Non si deve però onorare un uomo più della verità, ma, come io sostengo, bisogna parlarne»
Nell'anonima Vita Aristotelis Marciana  una formula simile è attribuita a Platone, il quale, riferendosi al suo maestro Socrate, avrebbe affermato: amicus Socrates, sed magis amica veritas. Un'espressione di significato analogo si ritrova infatti nel Fedone: «Socrates quidam parum curandus, et veritas plurimum» (Di Socrate ci si deve occupare un po', ma della verità molto di più).
Anche Aristotele si era espresso in maniera analoga affermando che: «pur essendoci care entrambe le cose [gli amici e la verità] è dovere morale preferire la verità». La frase indica che Aristotele, nonostante apprezzasse l'amicizia, non avrebbe rinunciato per amore della verità a criticare quelle dottrine che la mettessero in dubbio.
Anche se in realtà Aristotele non menzionò esplicitamente Platone, la tradizione ha poi attribuito a lui, o anche a lui, la formula in questione, inserendo nella medesima sia il nome di Socrate sia quello di Platone: «Amicus Plato, amicus Socrates, sed prehonoranda veritas» (amico Platone, amico Socrate, ma al di sopra di tutto bisogna onorare la verità). La forma della frase come oggi viene comunemente citata sembra risalire invece al XVII secolo.